# 朱悅燫

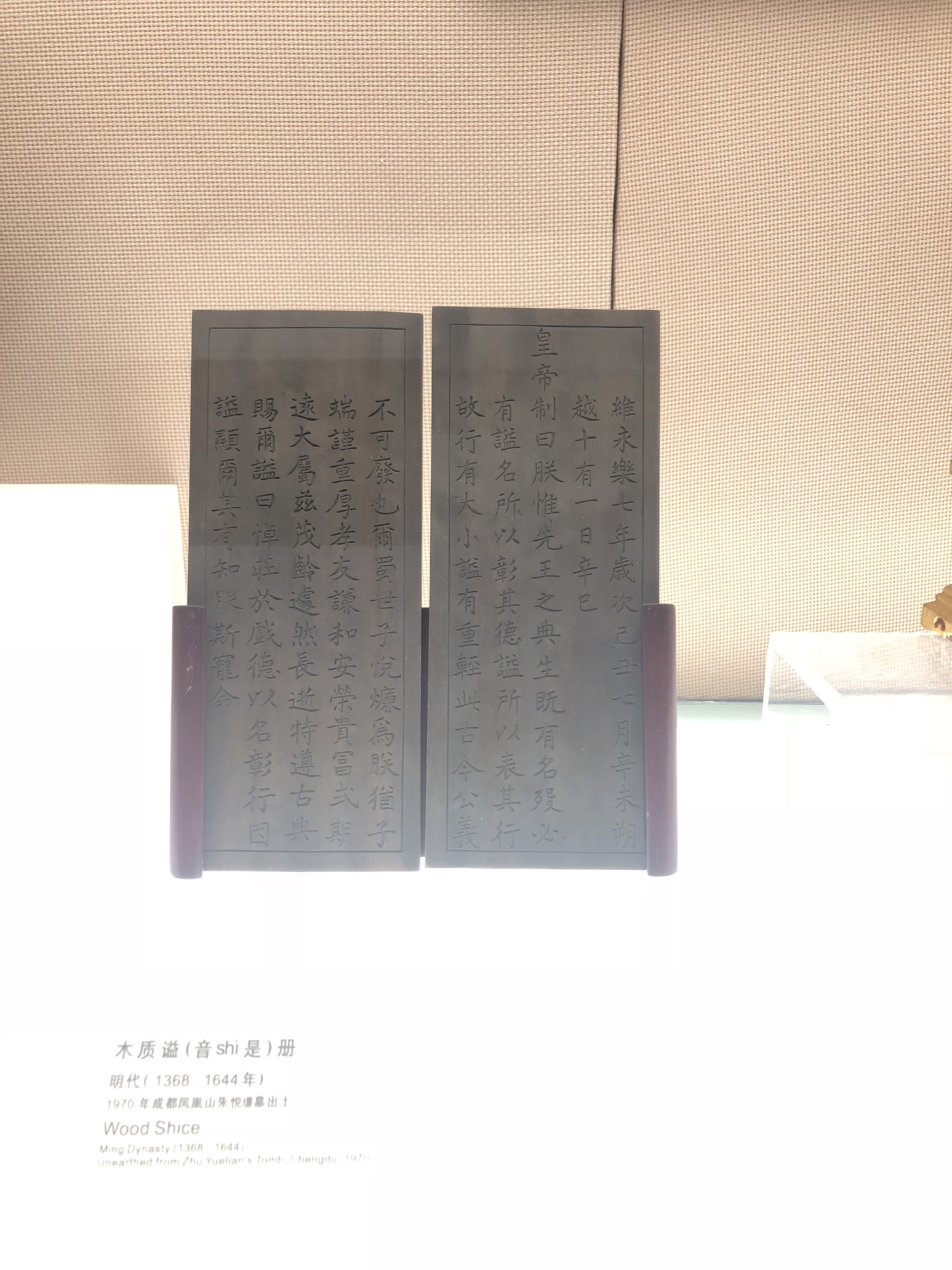
悼莊世子謚冊

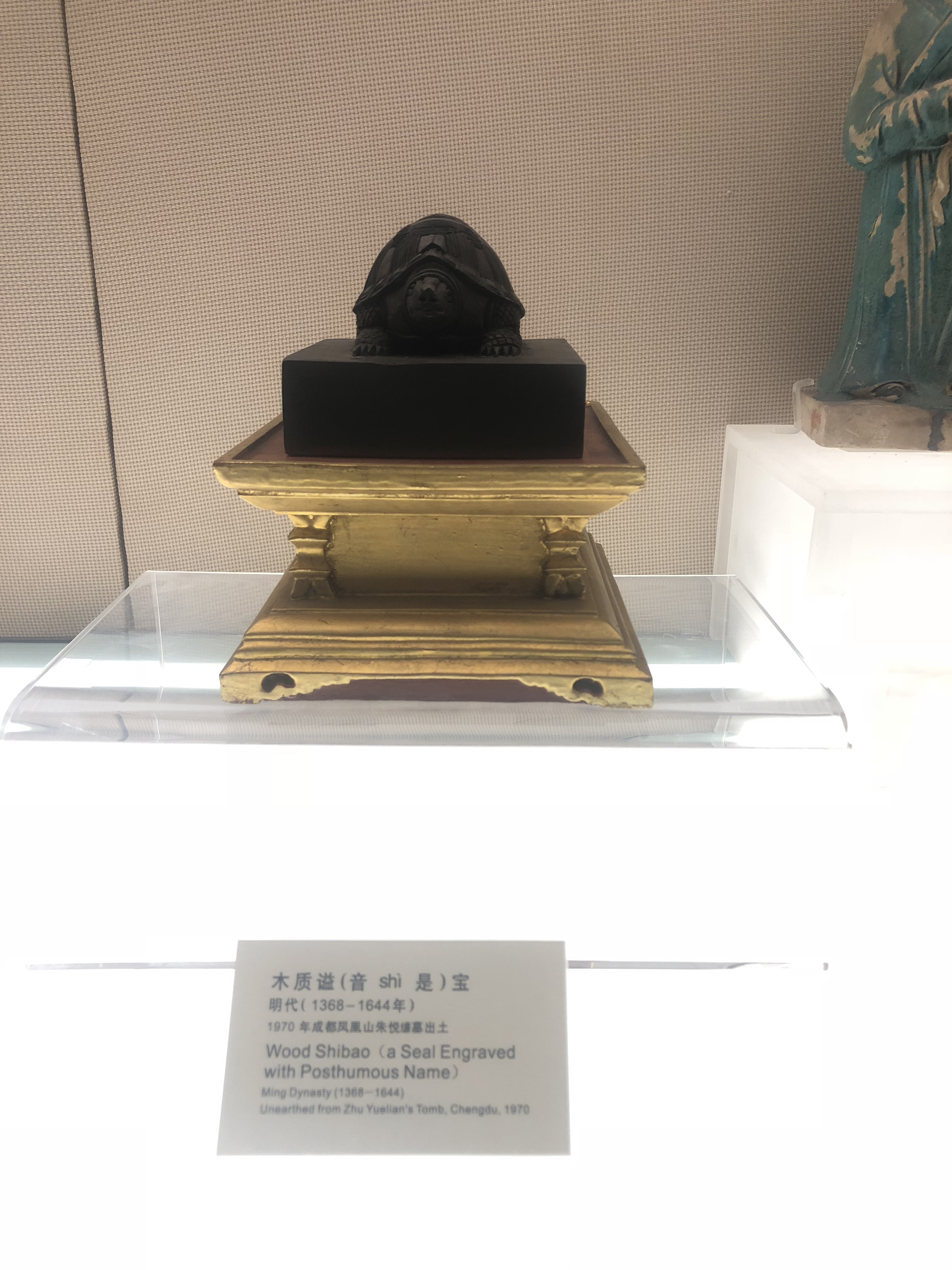
悼莊世子謚寶

蜀莊王朱悅燫（1388年—1409年），蜀獻王朱椿長子。

## 生平
洪武年間，封蜀世子。後來他在永乐七年（1409年）薨逝，諡悼莊世子。朱悦燫墓在今成都市金牛区。宣德十年（1435年）弟蜀和王朱悅𤉎嗣位後，追封朱悅燫为蜀莊王。

## 妻妾
蜀莊王妃刘氏，左军左都督刘贞孙女，永乐三年六月册为蜀莊王妃。

## 子女
1. 蜀靖王朱友堉
2. 黔江悼懷王朱友坿
3. 蜀僖王朱友壎